# Manjärvträsket
Manjärvträsket är en sjö i Piteå kommun i Norrbotten och ingår i Lillpiteälvens huvudavrinningsområde. Sjön har en area på 1,06 kvadratkilometer och ligger 357,2 meter över havet. Sjön avvattnas av vattendraget Lillpiteälven.

## Delavrinningsområde
Manjärvträsket ingår i det delavrinningsområde (727618-170468) som SMHI kallar för Utloppet av Manjärvträsket. Medelhöjden är 387 meter över havet och ytan är 11,03 kvadratkilometer. Det finns inga avrinningsområden uppströms utan avrinningsområdet är högsta punkten. Vattendraget som avvattnar avrinningsområdet har biflödesordning 2, vilket innebär att vattnet flödar genom totalt 2 vattendrag innan det når havet efter 81 kilometer. Avrinningsområdet består mestadels av skog (70 procent) och sankmarker (19 procent). Avrinningsområdet har 1,06 kvadratkilometer vattenytor vilket ger det en sjöprocent på 9,6 procent.